# Horsfieldia fragillima
Horsfieldia fragillima är en tvåhjärtbladig växtart som beskrevs av Airy-shaw. Horsfieldia fragillima ingår i släktet Horsfieldia och familjen Myristicaceae. Inga underarter finns listade i Catalogue of Life.